# Bogusław Bagsik
Bogusław Bagsik (Bytom, 1963. április 8. –) lengyel színész. 1991-ben Izraelbe menekült, 1994-ben a zürichi repülőtéren tartóztatták le, 1996-ban adták ki Lengyelországnak. Hosszú procedúra után 2000-ben sikkasztás miatt 9 év börtönre ítélték, 2004-ben szabadult.